# Nidularium ferdinando-coburgii
Nidularium ferdinando-coburgii är en gräsväxtart som beskrevs av Heinrich Wawra. Nidularium ferdinando-coburgii ingår i släktet Nidularium och familjen Bromeliaceae. Inga underarter finns listade i Catalogue of Life.